# Konrad-Zuse-Medaille für Verdienste um die Informatik im Bauwesen
Der Zentralverband Deutsches Baugewerbe stiftete im Jahre 1981 zu Ehren von Konrad Zuse die Konrad-Zuse-Medaille für Verdienste um die Informatik im Bauwesen. Im selben Jahr wurde sie Konrad Zuse selbst für seine Verdienste als Erfinder und Erbauer der ersten programmgesteuerten Rechenmaschine der Welt verliehen. Gemeinsam mit der Konrad-Zuse-Medaille für Verdienste um die Informatik gilt die Konrad-Zuse-Medaille für Verdienste um die Informatik im Bauwesen als bedeutendste Auszeichnung für Informatik in Deutschland.

## Preisträger
- 1981: Konrad Zuse, Erfinder des Computers
- 1983: Fridolin Hallauer, Softwareentwicklung für öffentliche Ausschreibungen
- 1985: Heinz Nixdorf, Computerpionier, Hard- und Software für Mittlere Datentechnik
- 1987: Volker Hahn, Gründer des Recheninstitut im Bauwesen (RJB)
- 1989: Hermann Flessner, Technisches Rechnen im deutschen Bauwesen
- 1991: Johannes Jänike, Computerpionier der DDR, Nichtlineare Berechnung von Stabwerken
- 1993: Leonhard Obermeyer, Softwareentwicklung für die Bauplanung
- 1995: Kurt W. Pauli, Wegbereiter für EDV in kommunalen Verbänden und der deutschen Bauwirtschaft
- 1997: Georg Nemetschek, Softwareentwicklung für den Ingenieurbau
- 2000: Ernst Riffel, vernetzte EDV-Steuerung im mittelständischen Baubetrieb
- 2002: Klaus Schiller, Entwicklung der dynamischen Baudatenbank
- 2005: Richard Junge, Produktdatenmodellierung in Bauprojekten
- 2009: Ernst Rank, Computational Engineering[1]
- 2010: Lorenz Hanewinkel, Konstruktion und Bau der Zuse Z22[2]
- 2012: Manfred Helmus, Forschungen zur automatischen Identifizierung von Baudaten mit RFID[3]
- 2014: Raimar Scherer, Forschungen im Bereich Building Information Modeling[4]
- 2016: Joaquin Diaz, modellbasierte Projektkommunikation und Fortentwicklung des GAEB-Standards[5]
- 2018: Casimir Katz, Implementierung eines Finite Elemente Paketes auf einem Arbeitsplatzrechner[6]
- 2020: Markus König, Implementierung von Building Information Modeling[7]
- 2022: Gerald Faschingbauer, Förderung des Building Information Modeling[8]
- 2024: Thomas Liebich, Building Information Modeling, André Borrmann, Anwendung von KI im Bauwesen[9]